# 383 f.Kr.

## Händelser

### Efter plats

#### Grekland
- Kung Amyntas III av Makedonien skapar en tillfällig allians med det Chalkidiska förbundet. Sparta, vars politik går ut på att hålla grekerna splittrade, skickar en expedition norrut, för att störa detta förbund, en konfederation av städer på Chalkidikehalvön, öster om Makedonien.
- Den spartanske befälhavaren Foebidas, som passerar genom Boeotien under ett fälttåg, utnyttjar civila stridigheter i Thebe till att få in sina trupper i staden. Väl därinne erövrar han Cadmeia (Thebes citadell) och tvingar det antispartanska partiet att fly staden. Thebes regering hamnar i händerna på det prospartanska partiet, stött av en spartansk garnison, förlagd i Cadmeia. Många av Thebes tidigare ledare drivs i exil. Epaminondas tillåts dock stanna, trots sitt samröre med den antispartanska fraktionen.

### Efter ämne

#### Astronomi
- Den 19-åriga måncykeln introduceras i den babyloniska kalendern.

#### Religion
- Det andra buddhistiska konciliet hålls av kung Kalasoka i Vaisali.